# UW–Milwaukee Panther Arena
«Ю-Дабл-Ю-Милуоки Пантер-арена (англ. UW–Milwaukee Panther Arena) — это крытая арена, расположенная в Милуоки, штат Висконсин. Арена, вмещающая до 12 700 человек, является частью большого кампуса в центре города, включающего театр Милуоки и Висконсин-центр.
В настоящее время арена является домом для команды Американской хоккейной лиги «Милуоки Эдмиралс», мужской баскетбольной команды «Милуоки Пантерз» из дивизиона I NCAA и команды футбольной лиги «Милуоки Вейв». Ранее здесь выступали команды «Милуоки Хокс» (1951-55 гг.) и «Милуоки Бакс» НБА (1968-1988 гг.), а в 1977 году здесь проходила игра всех звёзд НБА. В 1974-1988 годах здесь также выступала мужская баскетбольная команда Университета Маркетт.

## Названия
Милуоки-арена (1950–1974), МЕККА-арена (1974–1995), Висконсин Центр-арена (1995–2000), ЮС селлуар-арена (2000–2014), Ю-Дабл-Ю-Милуоки Пантер-арена (с 2014 года)